# Ngữ hệ Altai
Ngữ hệ Altai (Altaic /ælˈteɪ.ɪk/, được đặt theo tên của dãy núi Altai ở trung tâm châu Á; có khi còn được gọi là Transeurasian, tức là hệ Liên Á-Âu) là một Sprachbund (tức một vùng địa lý trong đó các ngôn ngữ ảnh hưởng lẫn nhau nhưng không có quan hệ họ hàng), từng được khẳng định là một ngữ hệ bao gồm các ngữ hệ con Turk, Mông Cổ và Tungus, đôi khi gộp cả hệ Nhật Bản lẫn Triều Tiên.:73 Hệ này phân bố rải rác khắp Châu Á về phía bắc 35°N và một số vùng phía đông của Châu Âu, kéo dài theo kinh độ từ Thổ Nhĩ Kỳ đến Nhật Bản. Giả thuyết này đã và đang bị hầu hết các nhà ngôn học so sánh (comparative linguists) bác bỏ, nhưng vẫn còn một số ít cố bám níu lấy.
Hệ Altai lần đầu tiên được đề xuất vào thế kỷ 18. Nó được chấp nhận rộng rãi cho đến những năm 1960 và vẫn được liệt kê như một ngữ hệ chính thức trong nhiều bách khoa toàn thư lẫn sách chuyên ngành. Kể từ những năm 1950, nhiều nhà ngôn học so sánh bác bỏ ý tưởng này sau khi nhận thấy nhiều từ cùng gốc (cognate) không ăn khớp, các thay đổi ngữ âm lệch lạc so với dự đoán và hai ngữ hệ Turk-Mông Cổ dường như hội tụ thay vì phân kì qua nhiều thế kỷ. Phe phản đối học thuyết Altai cho rằng những điểm tương đồng giữa các ngôn ngữ này là do ảnh hưởng lẫn nhau chứ không có quan hệ họ hàng. Phe ủng hộ giả thuyết Altai hiện nay cũng đã phải thừa nhận rằng nhiều đặc điểm tương đồng trong các ngôn ngữ Altai là kết quả của sự tiếp xúc và hội tụ ngôn ngữ, chính vì lẽ đó nên không thể coi Altai là một ngữ hệ trên lý thuyết; nhưng họ vẫn cho rằng cốt lõi các tương đồng hiện tại đó bắt nguồn từ một tổ tiên chung.
Giả thuyết Altai ban đầu chỉ thống nhất ngữ hệ Turk, ngữ hệ Mông Cổ và ngữ hệ Tungus, đôi khi được gọi là "Tiểu-Altai". Các đề xuất quá trớn sau này gộp cả hệ Triều Tiên và hệ Nhật Bản vào họ "Đại-Altai" (Macro-Altaic) gây rất nhiều tranh cãi. Hầu hết người ủng hộ hệ Altai tiếp tục gộp hệ Triều Tiên vào. Tiếng Proto-Altai là thứ tiếng tổ tiên chung của họ "Macro", đã được nhà ngôn học Sergei Starostin và các cộng sự đổ công sức vào phục nguyên. Một số đề xuất cũng bao gồm cả tiếng Ainu nhưng giả thuyết này không được chấp nhận rộng rãi, ngay cả trong chính những người theo thuyết Altai.

## Các quan điểm

### Ủng hộ

#### Âm vị học và đặc điểm ngữ pháp
Các lập luận ban đầu nhằm nhóm các ngôn ngữ "Tiểu-Altai" trong một họ Ural-Altai dựa trên các đặc điểm chung như sự hài hòa nguyên âm và sự hình thái chắp dính. Theo phát biểu của nhà ngôn học Roy Andrew Miller, bằng chứng lớn nhất cho thuyết này là sự tương đồng về hình thái động từ.
Từ điển Từ nguyên của Starostin và cộng sự (2003) đề xuất một loạt các luật biến đổi âm thanh giải thích sự tiến hóa từ tiếng Proto-Altai thành các ngôn ngữ hậu duệ. Ví dụ, dù hầu hết các ngôn ngữ Altai ngày nay đều sở hữu sự hài hòa nguyên âm, nhưng Proto-Altai lại thiếu đặc điểm đó; thay vào đó, sự đồng hóa nguyên âm giữa âm tiết thứ nhất và thứ hai của từ đã xảy ra trong các thứ tiếng Turkic, Mongolic, Tungus, Koreanic và Japonic. Họ cũng bao gồm một số tương ứng ngữ pháp giữa các ngôn ngữ trong cuốn từ điển.

#### Vốn từ chung
Starostin tuyên bố vào năm 1991 rằng các thành viên của nhóm Altai có khoảng 15–20% các từ chung gốc rõ ràng trong 110 từ của danh sách Swadesh-Yakhontov (một loại danh sách liệt kê để so sánh vốn từ); cụ thể, Turkic–Mongolic 20%, Turkic–Tungus 18%, Turkic–Koreanic 17%, Mongolic–Tungus 22%, Mongolic–Koreanic 16% và Tungusic–Koreanic 21%. Từ điển Từ nguyên học tái bản năm 2003 bao gồm danh sách 2.800 bộ từ chung gốc được đề xuất và các sửa đổi đối với tiếng phục nguyên Proto-Altaic. Các tác giả đã cố gắng hết sức để phân biệt giữa vốn vay mượn và vốn từ gốc của hệ Turkic, hệ Mongolic và hệ Tungus; và chỉ ra có vài từ chỉ xuất hiện trong Turkic và Tungus nhưng không xuất hiện trong Mongolic. Họ liệt kê 144 mục từ vựng cơ bản được chia sẻ, bao gồm các từ như 'mắt', 'tai', 'cổ', 'xương', 'máu', 'nước', 'đá', 'mặt trời' và 'hai'.
Robbeets và Bouckaert (2018) áp dụng phương pháp suy luận Bayes trong phát sinh chủng loại học để chứng minh sự gần gũi của các ngôn ngữ Altai "hẹp" (Turkic, Mongolic và Tungusic) cùng với tiếng Nhật và tiếng Hàn, mà họ gọi là ngữ hệ Transeurasia. Nghiên cứu của họ đã cho ra cây phát sinh loại như sau:
|  | Japonic  |
|  |          |
|  | Koreanic |
|  |          |

|  | Tungusic                                            |
|  |                                                     |
|  | \| \| Mongolic \| \| \| \| \| \| Turkic \| \| \| \| |
|  |                                                     |
|  | Mongolic                                            |
|  |                                                     |
|  | Turkic                                              |
|  |                                                     |

|  | Mongolic |
|  |          |
|  | Turkic   |
|  |          |

|  | Japonic  |
|  |          |
|  | Koreanic |
|  |          |

|  | Tungusic                                            |
|  |                                                     |
|  | \| \| Mongolic \| \| \| \| \| \| Turkic \| \| \| \| |
|  |                                                     |
|  | Mongolic                                            |
|  |                                                     |
|  | Turkic                                              |
|  |                                                     |

|  | Mongolic |
|  |          |
|  | Turkic   |
|  |          |

Martine Robbeets (2020) cho rằng người nói tiếng Liên Á-Âu  gốc là các nông dân vùng đông bắc Trung Quốc, rồi trở thành dân chăn thả sau này. Một số phục nguyên vốn từ liên quan đến nông nghiệp của Robbeets (2020) được liệt kê bên dưới.
| Phục nguyên cấp Macro                                                                             | Phục nguyên cấp từng ngữ hệ |
| ------------------------------------------------------------------------------------------------- | --- |
| PTEA *pata ‘ruộng canh tác’                                                                       | PTk *(p)atï ‘ruộng phân định được tưới tiêu cho canh tác’ (PTk *-r2 hậu tố tập hợp) PTk *(p)ata ‘ruộng phân định được tưới tiêu cho canh tác’ (PTk *-(A)g hậu tố địa danh?) PK *patʌ ‘ruộng (khô)’ (PK *-(ɨ/ʌ)k hậu tố địa danh) PJ *pata ‘ruộng (khô)’ (PJ *-ka hậu tố địa danh, PJ *-i substantivizer) |
| PTEA *muda ‘ruộng chưa canh tác’                                                                  | PTg *muda ‘đồng bằng, ruộng mở, cao nguyên’ PK *mutʌ-k ‘đất khô’ (PK *-(ɨ/ʌ)k hâu tố địa danh) PJ *muta ‘đất chưa canh tác, đầm lầy’ |
| PTEA *pisi- ‘rắc, gieo’                                                                           | PMo *pesü-r-/*pissü-r- ‘rắc, làm phân tán; nhảy xung quanh’ (PMo *-r- intensive) PTg *pisi- ‘rắc’ PTg *pisi-ke ‘kê Proso (Panicum miliaceum)’ (PTg *-xa ~ *-kA resultative deverbal noun suffix) PK *pis- ‘rắc, làm phân tán, gieo’                                                                      |
| PTEA *pisi-i (sow-INS.NMLZ) ‘hạt giống, cây giống’ (PTEA *-i/Ø instrumental deverbal noun suffix) | PMo *pesi/*pisi ‘gốc cây’ PK *pisi ‘hạt giống; dòng dõi’ |
| PTEA *kipi ~ *kipe ‘Echinochloa esculenta’                                                        | PTg *kipe ‘phần thừa thãi phải bỏ đi sau khi gặt hái ngũ cốc', Echinochloa esculenta’ PK *kipi ‘Echinochloa esculenta’ PJ *kinpi ‘kê Proso’ |
| PA *tari- ‘canh tác’                                                                              | PTk *tarï- ‘làm phân tán, gieo, canh tác (đất)’ PMo *tari- ‘gieo, thực vật; cày’ PTg *tari-‘canh tác’ |
| PA *toru ‘lợn đực non’                                                                            | PTk *toːrum ‘lạc đà/ngựa/bò non’ PMo *toru ‘lợn non/đực’ (PMo *-i hậu tố chỉ động vật vd. *gaka-i ‘lợn’, *noka-i ‘chó’, *moga-i ‘rắn’) PTg *toro-kiː ‘lợn đực’ (PTg *-kiː hậu tố chỉ động vật) |
| -                                                                                                 | PTk *sag- ‘vắt sữa; ‘kéo về phía mình; kéo ra' PMo *saɣa- ‘vắt sữa; làm giảm; kéo về phía mình; kéo về gần nhau; co lại’ |
| PJK *pata ‘ruộng khô’ < PTEA *pata ‘ruộng canh tác’                                               | PK *patʌ ‘ruộng (khô)’ (PK *-(ɨ/ʌ)k place suffix) PJ *pata ‘ruộng (khô)’ (PJ *-ka hậu tố chỉ nơi chốn, *-i substantivizer) |
| PJK *muta ‘đất chưa canh tác’ < PTEA *muda ‘đất chưa canh tác’                                    | PK *mutʌ-k ‘đất khô’ (PK *-(ɨ/ʌ)k hậu tố chỉ nơi chốn) PJ *muta ‘đất chưa canh tác, đầm lầy’ |
| PJK *no ‘ruộng’                                                                                   | PK *non ‘ruộng nước’ PJ *no ‘ruộng’ |
| PJK *mati ‘mảnh đất phân định để trồng trọt’                                                      | PK *mat(i)-k ‘mảnh đất phân định để trồng trọt’ (PK *-(ɨ/ʌ)k hậu tố chỉ nơi chốn) PJ *mati ‘mảnh đất phân định để trồng trọt’ |

Viết tắt
- PTEA = Proto-Transeurasian
  - PA = Proto-Altaic
    - PTk = Proto-Turkic
    - PMo = Proto-Mongolic
    - PTg = Proto-Tungusic

  - PJK = Proto-Japano-Koreanic
    - PK = Proto-Koreanic
    - PJ = Proto-Japonic

## Sơ đồ của Ngữ hệ Altai
Ngữ hệ Altai:
- Nhóm Mongolic (hay Mông Cổ)
  - Nhánh phía Đông: tập trung tại Mông Cổ và miền bắc và tây bắc Trung Quốc, điển hình là tiếng Mông Cổ.
- Nhóm Turkic (hay Đột Quyết): ngôn ngữ sử dụng bởi các dân tộc Turk
  - Nhánh Bulgar (tại Đông Âu lúc trước): các tiếng Bulgar này đã mai một, không còn nữa
  - Nhánh phía Bắc: tập trung tại Siberia
  - Nhánh phía Đông: tập trung tại Trung Á
  - Nhánh phía Tây Nam: điển hình là tiếng Thổ Nhĩ Kỳ và tiếng Azerbaijan
- Nhóm Tungusic (hay Thông Cổ Tư): ngôn ngữ sử dụng bởi các dân tộc Tungus
  - Nhánh phía Bắc tập trung tại Siberia: tiếng Ainu, tiếng Ngạc Luân Xuân, tiếng Ngạc Ôn Khác và một số ngôn ngữ khác.
  - Nhánh phía Nam: tiếng Mãn, tiếng Tích Bá, tiếng Hách Triết...
- Nhóm Koreanic (hay Triều Tiên): ngôn ngữ sử dụng bởi các dân tộc Triều Tiên
- Nhóm Japonic (hay Nhật Bản): ngôn ngữ sử dụng bởi các dân tộc Nhật Bản
  - Nhánh phía Bắc tập trung tại Sakhalin và Hokkaido: tiếng Ainu
  - Nhánh trung tâm tập trung tại Honshu, Shikoku và Kyushu: điển hình là tiếng Nhật
  - Nhánh phía Nam tập trung tại quần đảo Ryukyu và Okinawa: chủ yếu nói tiếng Ryukyu và tiếng Okinawa